# Vesthimmerlands Biblioteker
Vesthimmerlands Biblioteker består af bibliotekerne i Farsø, Løgstør, Aalestrup, Aars, og udgør biblioteksvæsnet i Vesthimmerlands Kommune.

## Bibliotekerne

### Aars Bibliotek
Aars Bibliotek er hovedbibliotek i den nye Vesthimmerlands Kommune, som blev dannet ved kommunalreformen den 1. januar 2007.

### Farsø Bibliotek
Farsø bibliotek er beliggende

### Løgstør Bibliotek
Løgstør bibliotek er beliggende på Fredensgade 7 i Løgstør. Bygningen blev opført som bibliotek og indviedes i 1929. Det var i virkeligheden temmelig usædvanligt, at en så lille by havde sin egen bygning til bibliotek. Publikumslokalerne var på 56 kvm., deraf 9 til børneafdeling! På 1. sal var der tjenestebolig til bibliotekaren.
Udlånet steg kraftigt og nåede et højdepunkt under krigen i 1941/42 med 27.273 bd. Til gengæld gik det den modsatte vej med økonomien. Statstilskuddet var skåret ned med 653 kr. og brændsel var 400 kr. dyrere. Alene de to poster slugte hele bogkontoen. Resultatet blev, at biblioteket kom ud af krigen med en meget nedslidt bogbestand. Det blev ikke bedre op igennem 1950-erne.Der skulle vælges en uddannet bibliotekar og byrådet bad Aalborgs chef og biblioteksdirektøren om at opstille et budget. Det var åbenbart et område, som de ikke var så gode til. Når alle faste udgifter var betalt, var der 1000 kr. til at købe nye bøger for. Den nyansatte leder i 1955, Krista Lyngby, kørte åbenbart træt, for hun rejste igen i 1957. Der kom 5 ansøgninger til stillingen, og et af bestyrelsesmedlemmerne fortalte, at en af ansøgerne havde sagt ved synet af bogbestanden:«Hele lortet skal kasseres!« Han blev ikke valgt; i stedet kom N.H.Lindhard fra Hobro. Han mente det samme men sagde det ikke. 
Biblioteket blev overtaget af kommunen 1. apr. 1965, men havde stadig de 56 kvm. areal. Det hjalp ikke på sagerne, at det ved kommunesammenlægningen blev hovedafdeling for 5 andre kommuner. Der blev fra 1962 forhandlet om større lokaler, men først i 1976 lykkedes det at få en udvidelse på stedet, så der blev i alt ca. 800 kvm
I dag har biblioteket en bestand på ca. 40.000 materiealeenheder, og udlån på ca. 65.000 og besøges årligt ca. 50.000 gange.

### Aalestrup Bibliotek
Aalestrup bibliotek er beliggende